# Perivolákia (Lassithi)
Perivolákia, en grec moderne : Περιβολάκια, ou Pervolákia (Περβολάκια), est un village du dème de Sitía, en Crète, en Grèce. Selon le recensement de 2011, la population de Perivolákia compte 21 habitants. Le village est situé à une altitude de 340 m et à une distance de 37 km de Sitía.

## Recensements de la population
| Recensements | 1900 | 1920 | 1928 | 1940 | 1951 | 1961 | 1971 | 1981 | 1991 | 2001 | 2011 |
| ------------ | ---- | ---- | ---- | ---- | ---- | ---- | ---- | ---- | ---- | ---- | ---- |
| Population   | 179  | 24   | 179  | 183  | 148  | 139  | 109  | 72   | -    | 30   | 21   |